# Route de Vaugirard
La route de Vaugirard est une voie de circulation de Meudon, en France,, qui faisait partie de la route nationale no 189.

## Situation et accès

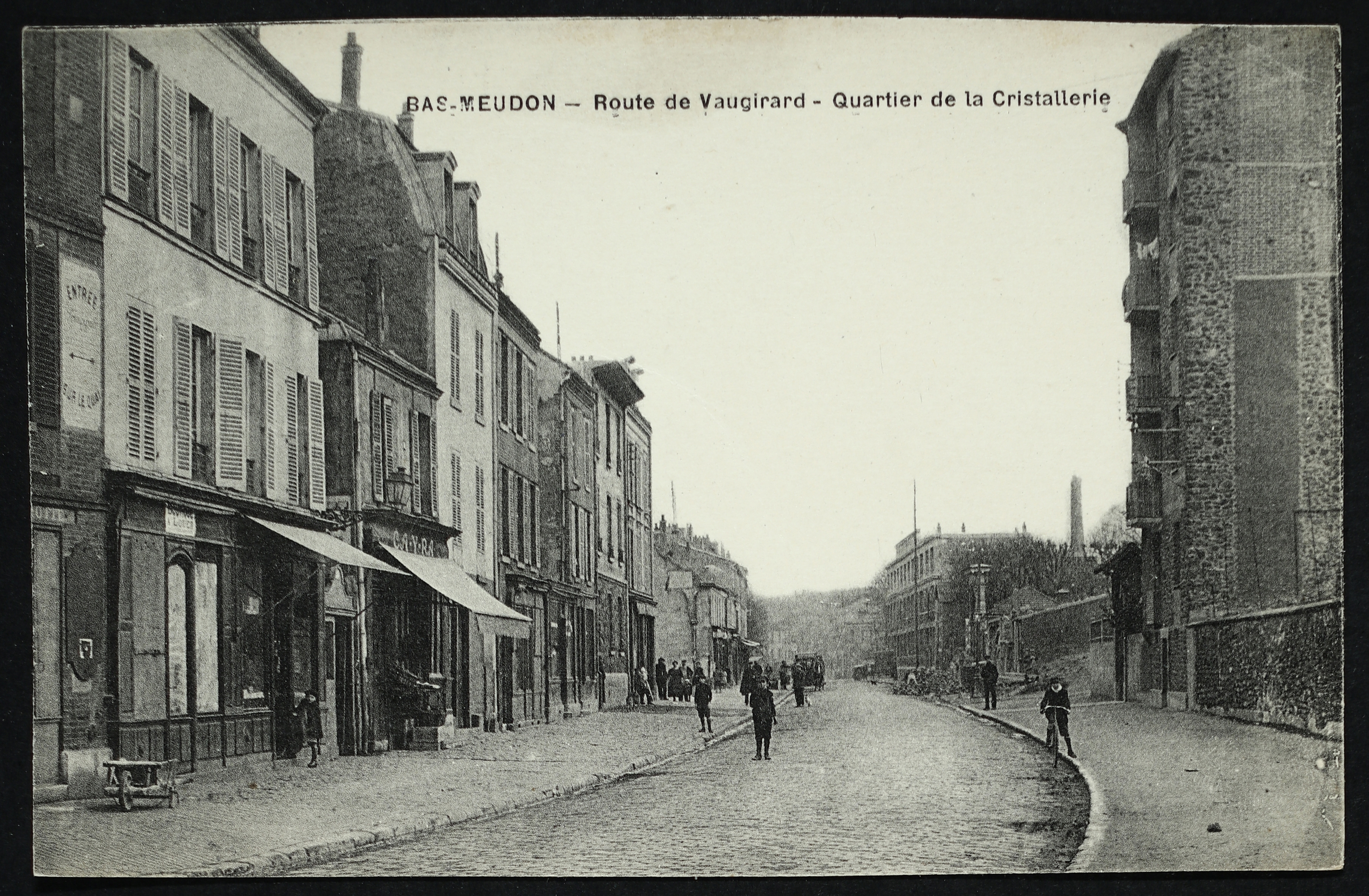
Quartier de la Cristallerie vers 1900.

La route de Vaugirard commence à la limite de Sèvres, au carrefour de la rue Henri-Savignac (anciennement chemin des Buttes), peu après le pont ferroviaire de la station de tramway Brimborion. Elle longe un ancien chemin de halage, passe devant l'ancien site de la verrerie et marque la fin de la rue Hélène-Loiret. Elle se termine au carrefour de la rue de Vaugirard, sur la route départementale 989.
Elle est longée par la ligne 2 du tramway d'Île-de-France.

## Origine du nom

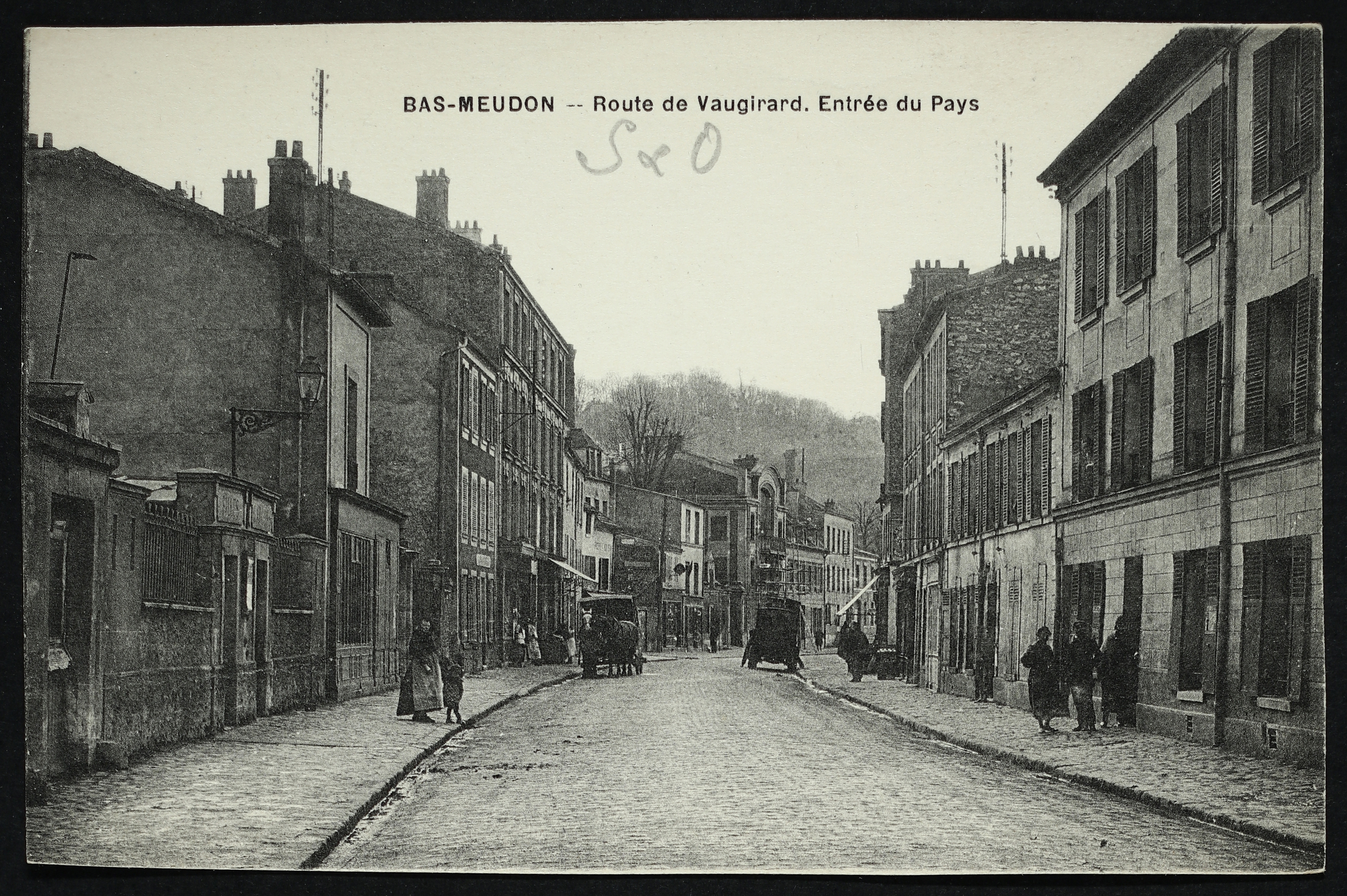
Carte postale du Bas-Meudon : route de Vaugirard et entrée du pays.

Cette route, anciennement route de Sèvres à Paris, en longeant la Seine, menait à l'ancienne commune de Vaugirard absorbée par la capitale en 1859.

## Historique

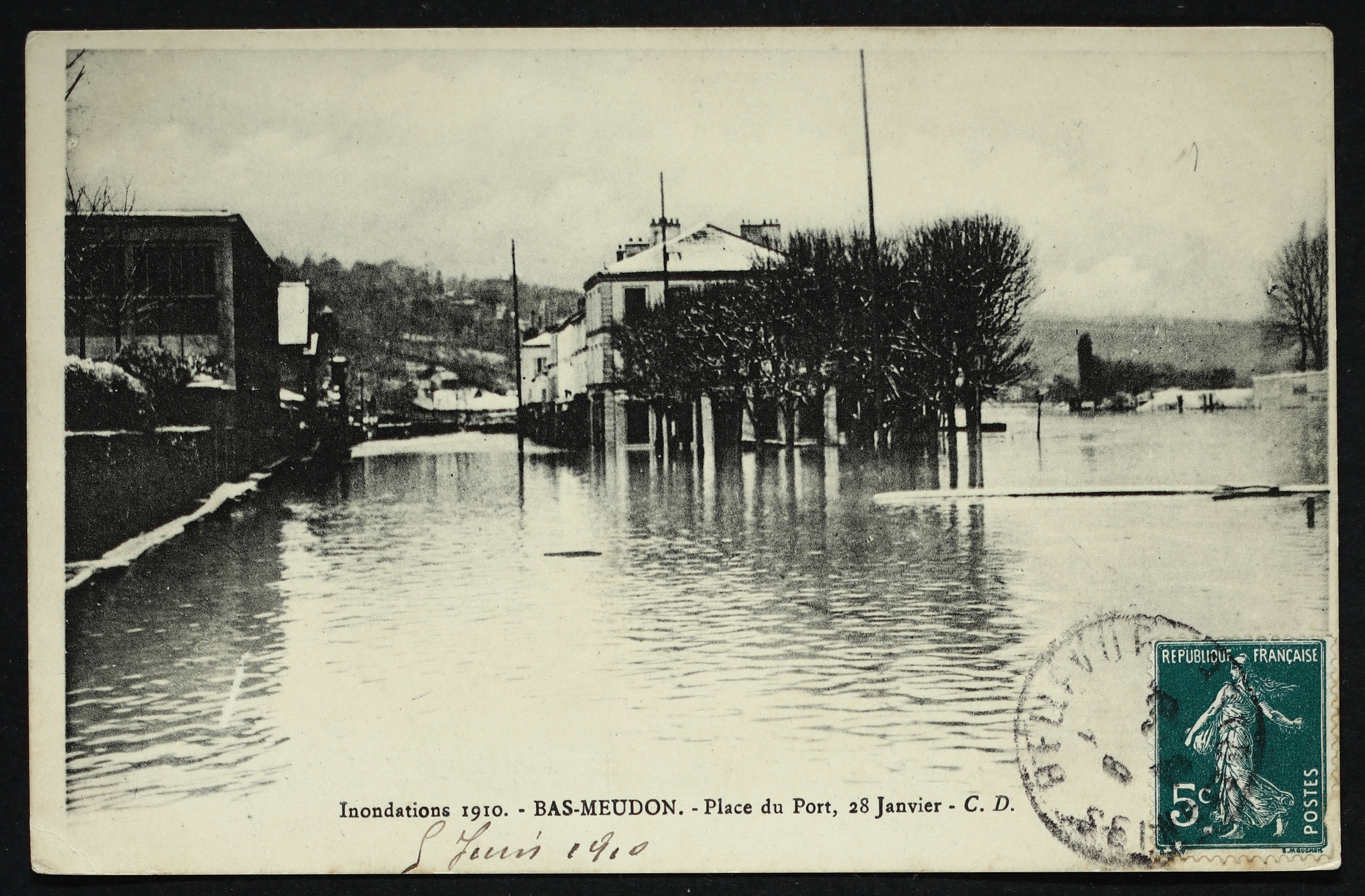
Crue de la Seine le 28 janvier 1910: la place du Port, aujourd'hui au 43 de la route de Vaugirard.

En 1756, la Marquise de Pompadour fait s'installer la Verrerie royale de Sèvres au Bas-Meudon. En 1870, acquise par le maître-verrier Alfred Landier, la Verrerie devient la « Cristallerie de Sèvres » mais elle ferme ses portes en 1932, tandis que les terrains sont rachetés par la Régie Renault.
En 1889, la construction de la ligne de Puteaux à Issy-Plaine, dite ligne des Moulineaux, va amener la destruction des carrières royales et d'une partie de la verrerie.
La route et ses environs sont durement atteints lors de la crue de la Seine de 1910.
Cette voie qui a eu pendant des décennies, une vocation industrielle, vit depuis les années 2000 une mutation profonde. Un projet d'élargissement de la route départementale 7 condamne d'anciennes bâtisses.

## Bâtiments remarquables et lieux de mémoire

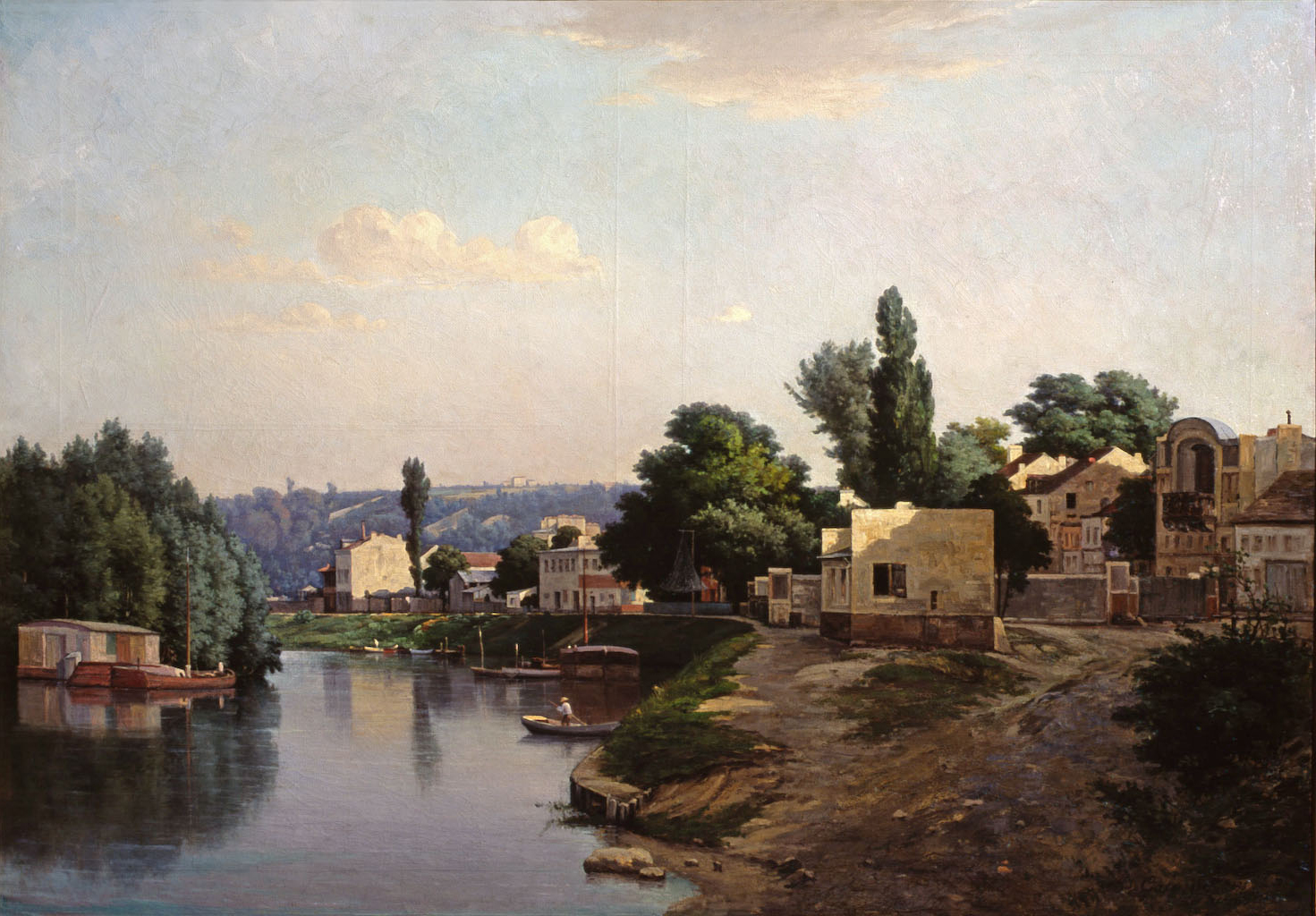
La Seine au Bas-Meudon, tableau de Prosper Galerne, 1878.

- Folie Huvé construite au XVIIe siècle[10].
- Ancien funiculaire de Bellevue.
- Siège de l'établissement public territorial Grand Paris Seine Ouest.
- Emplacement de l'ancienne fabrique Gaupillat.
- Emplacement de l'ancienne manufacture générale des Blancs minéraux de Meudon.
- Église Notre-Dame-de-l'Annonciation de Meudon.
- Ancienne cristallerie de Sèvres[11].
- Carrière souterraine dite carrière Renault[12] ou carrière Brimborion[13].